# Еліезер Шостак
Еліезер Шостак (івр. אליעזר שוסטק; нар. 16 грудня 1911, Володимирець — 20 серпня 2001, Ізраїль) — ізраїльський політик, міністр охорони здоров'я Ізраїлю (1977—1984), депутат Кнесету в 1951—1988.

## Біографія
Народився у Володимирці, який входив до складу Російської імперії (нині смт в Рівненській області, Україна); в єврейській родині Нафталі і Рейзл.
Навчався в хедері, потім у школі Тарбут, брав уроки з Талмуду. У 1930 році вступив до молодіжної сіоністської організації «Бейтар», а вже у 1935-му репатріювався до Британської Палестини. Там він приєднався до робочого загону Бейтару в Герцлії. У 1936 році Шостака обрали секретарем профспілки національних робітників.
Пізніше приєднався до руху Херут Менахема Бегіна і отримав дев'яте місце в списку партії на парламентських виборах 1951 року, проте партія здобула лише 8 місць. У вересні того ж року став депутатом Кнесету, замінивши свого соратника по партії Яакова Меридора. Переобирався від руху Херут до кнесету 3-го, 4-го і 5-го скликань. У кнесет 6-го скликання був обраний від нового блоку «Гахал». У липні 1967 разом з групою інших політиків покинув цей блок і брав участь у створенні партії «Вільний центр». Був обраний від цієї партії до кнесету 7-го скликання.
У 1974 році створив партію Незалежний центр, яка залишилася в блоці Лікуд. У лютому 1975 року обраний головою Незалежного центру. Від Лікуда обирався до кнесету 8-го, 9-го, 10-го і 11-го скликань.
В уряді Менахема Бегіна обіймав посаду міністра охорони здоров'я Ізраїлю, цю посаду він зберіг у наступному уряді Бегіна і в новому уряді Іцхака Шаміра.
У кнесеті 11 скликання працював заступником спікера кнесету (1984—1988).
За більш ніж 37-річну кар'єру в парламенті Еліезер Шостак входив до складу багатьох комісій, серед яких: комісія з питань праці (кнесет 2-го, 3-го, 4-го, 5-го, 6-го, 7-го і 11-го скликань), комісія з питань економіки (2-го, 4-го, 5-го, 6-го), комісія з питань послуг населенню (3-го, 4-го, 6-го, 7-го).